# Флойд Меръл
Флойд Меръл (на английски: Floyd Merrell) e професор по семиотична теория и латиноамерикански културни изследвания в департамента по чужди езици и литератури на Университета Пърдю в САЩ.

## Биография
Роден е на 16 ноември 1937 г. в малкото поселище Верден в Ню Мексико. Бакалавър е по химия и физика в Аризонския държавен университет (1963), магистър по испанска и латиноамериканска история в Университета на Ню Мексико в Лас Вегас (1966, дипломна работа на тема „Хусто Сиера Мендес и позитивистичното образование в Мексико“) и доктор по ибероамериканистика на Университета на Ню Мексико в Албакърки (1973, с дисертация на тема „Допълването на свещено и светско в „Синът на водата“ и в „Педро Парамо“: Изследване на митотворчеството“).
Флойд Меръл е гимназиален учител по химия и испански в Алта Лома, Калифорния (1963 – 65) и по химия и физика в Албакърки, Ню Мексико (1966 – 70).
Асистент (1974 – 77), доцент (1977 – 82) и професор (р. 1982 г.) в Университета Пърдю. Гост професор в Папския католическия университет в Сао Пауло (1991 – 99, летни семинари през май и юни). Гост професор във Федералния университет на Баия, Салвадор, Бразилия (2007).
Флойд Меръл е един от изявените изследователи на идеите на Чарлс Пърс.
Президент на Семиотичното общество на Америка (1999) и носител на най-високото признание, което то дава – титлата „Следовник на Сибиък“ (на английски: Sebeok fellow) (2005).